# Parastasia coquereli
Parastasia coquereli är en skalbaggsart som beskrevs av Leon Fairmaire 1868. Parastasia coquereli ingår i släktet Parastasia och familjen Rutelidae. Inga underarter finns listade i Catalogue of Life.